# Списък на авиационни оръжия
В списъка са включени огнестрелните оръжия (оръдия и картечници), които се използват за поразяване на видими от екипажа цели.

## САЩ
- Авиационна картечница GAU-2B/A
- Авиационна картечница GAU-19 „Gecal-50“
- Авиационна картечница GAU-17
- Авиационна картечна установка GPU-2/A
- Авиационна картечна установка GPU-5/A
- Авиационна картечница M60
- Авиационна картечница M134 „Minigun“
- Авиационна картечна установка Mk4
- Авиационна картечна установка SUU-11B/A
- Авиационна картечна установка SUU-16/A
- Авиационна картечна установка SUU-23/A
- Автоматично оръдие GAU-4
- Автоматично оръдие GAU-8A „Avenger“
- Автоматично оръдие GAU-12 „Equalizer“
- Автоматично оръдие GAU-13A
- Автоматично оръдие M39
- Автоматично оръдие M61A1 „Vulcan“
- Автоматично оръдие M188
- Автоматично оръдие M195
- Автоматично оръдие M197
- Автоматично оръдие M230
- Автоматично оръдие XM-301
- Автоматична гранатохвъргачка M75
- Автоматична гранатохвъргачка M129

## Русия
- Автоматично оръдие 2А42
- Автоматично оръдие 9А-036
- Автоматично оръдие 9А-4071К
- Авиационна картечница 9А-624
- Автоматично оръдие АМ-23
- Автоматично оръдие ВЯ-23
- Авиационна картечница ДА-7.62
- Автоматично оръдие ГШ-23
- Автоматично оръдие ГШ-23Л
- Автоматично оръдие ГШ-30К
- Автоматично оръдие ГШ-301
- Автоматично оръдие ГШ-6-23
- Автоматично оръдие ГШ-6-30
- Авиационна картечница ГШГ-7.62
- Автоматично оръдие Н-37
- Автоматично оръдие НС-45
- Авиационна картечница ШВАК-12.7
- Автоматично оръдие ШВАК-20
- Авиационна картечница ШКАС
- Автоматично оръдие ШФК-37
- Авиационна картечница ЯкБ-12.7

## Франция
- Автоматично оръдие DEFA 552
- Автоматично оръдие DEFA 553
- Автоматично оръдие DEFA 554
- Автоматично оръдие М30/554
- Револверно оръдие M30/791
- Револверно оръдие M30/871
- Автоматично оръдие М621
- Автоматично оръдие M791B
- Картечница Darne

## Великобритания
- Авиационна картечница BSA 0.50
- Авиационна картечница Lewis Mk.I
- Авиационна картечница Lewis Mk.II
- Авиационна картечница Lewis Mk.III
- Авиационна картечница Vickers Class C
- Авиационна картечница Vickers Class E
- Авиационна картечница Vickers Class F
- Авиационна картечница Vickers Mk.II
- Авиационна картечница Vickers Mk.III
- Автоматично оръдие Aden 30
- Автоматично оръдие Aden 25
- Автоматично оръдие Molins Class M
- Автоматично оръдие Vickers Class S

## Германия
- Автоматично оръдие BK 3.7
- Автоматично оръдие BK 5
- Автоматично оръдие BK 27 „Mauser“
- Авиационна картечница MG-17
- Авиационна картечница MG-81
- Авиационна картечница MG-131
- Авиационна картечница MG-151
- Автоматично оръдие MG-213A
- Автоматично оръдие MG-213C
- Автоматично оръдие MK-103
- Автоматично оръдие MK-108

## Швейцария
- Авиационно оръдие Hispano-Suiza
- Револверно оръдие Oerlicon-KAA
- Револверно оръдие Oerlicon-KAD-20
- Револверно оръдие Oerlicon-KAD-30
- Револверно оръдие Oerlicon-KBA
- Револверно оръдие Oerlicon-KCA
- Авиационно оръдие Oerlicon-AF
- Авиационно оръдие Oerlicon-AL
- Авиационно оръдие Oerlicon-AC
- Авиационно оръдие Oerlicon-F
- Авиационно оръдие Oerlicon-L
- Авиационно оръдие Oerlicon-S

## Румъния
- Оръдейна установка S 91.33